# Farwell (Nebraska)
Farwell – wieś w Stanach Zjednoczonych, w stanie Nebraska, w hrabstwie Howard.